# ديفيد دياز (أمين مكتبة)
ديفيد دياز (بالإنجليزية: David Díaz)‏ هو أمين مكتبة أمريكي، ولد في 1960 في فورت لودرديل في الولايات المتحدة.